# Mortal Kombat
A Mortal Kombat (népszerű rövidítésben MK, magyarra fordítva „Halálos Küzdelem”, illetve „Halandók Harca”) a Midway Games cég által eredetileg játéktermi automatákra kifejlesztett verekedős játék, mely később PC-s és több konzolos portot is megélt. Legfőbb jellemzője a játékban zajló párbajok véres brutalitása. Ezt a kemény hangzást erősíti, hogy a címben az angol „Combat”, vagyis harc szót „K”-betűvel írják. A Mortal Kombat harcosai, istenei és koldusai köré egész mítoszrendszer fejlődött.

## Rövid történet

### A játéktermi gép
1992-ben jelent meg a játéktermekben a Mortal Kombat verekedős játékautomata, ami nagy csapást mért az addigi sztárra, a Street Fighter 2-re.
A játék varázsát az elképesztő számú titkos mozdulat adta, nem is szólva a rendkívül véres kivégzésekről, amelyek talán a leginkább izgatták a játékosok fantáziáját. A Mortal népszerűsége napról napra nőtt; hamarosan napvilágot láttak a konzolos és számítógépes adaptációk. Jellemezte még ezen kívül a gyors, pergő játékmenet, ami a kezdők vagy avatatlan nézők számára nehezen követhetővé tette az eseményeket.
Legegyedibb jellegzetessége a Fatality (kivégzés) animáció, melyet a játékos a küzdelem végén egy gombnyomássorozattal hívhat elő, és amelynek rengeteg hibrid változata született a folytatásokban. Az alapmozdulatok mindenkinél ugyanolyanok, csupán speciális támadásaik és kivégzéseik különböznek.

## Az MK sorozat
A konzolos gépekre szánt részek: Ultimate Mortal Kombat 3, Mortal Kombat Mythology's Sub-Zero, Mortal Kombat Special Force, Mortal Kombat Deadly Alliance, Mortal Kombat Deception, Mortal Kombat Shaolin Monks, Mortal Kombat Armageddon, Mortal Kombat Unchained, Mortal Kombat vs. DC Universe.
A konzolokra és számítógépekre is gyártott epizódok: Mortal Kombat, Mortal Kombat II, Mortal Kombat 3, Mortal Kombat 4, Mortal Kombat 9 (más néven Mortal Kombat 2011, a számítógépes adaptáció neve pedig Mortal Kombat Komplete Edition), Mortal Kombat X.
- Mortal Kombat
- Mortal Kombat II

Aztán jött a második rész, még szebb grafikával, még több szereplővel, még több mozdulattal. Itt bukkant fel először Shao Kahn is.
- Mortal Kombat 3

A harmadik részben ezt már nem is nagyon lehetett volna fokozni, az újabb szereplőkön kívül már csak a futás gombját és a combo-rendszert lehetett igazán újdonságnak nevezni. Az eleinte értelmetlennek tűnő gombot a játékosok ma már éppolyan gyakran használják, mint a tűzlabdákat vagy horgokat.
- Ultimate Mortal Kombat 3
- Mortal Kombat Trilogy
- Mortal Kombat Mythologies: Sub-Zero
- Mortal Kombat 4

Majd kiadták az MK játék negyedik generációs változatát is, amiben sok helyszín ismerős lehetett a rajongóknak, csakhogy minden átkerült 3D-be. A játék ötletgazdája, Ed Boon ezzel a lépéssel kizárólag csak a látványosságot kívánta fokozni, a játékmenetet azonban továbbra is a hagyományok szerint alakította ki. Térbeli oldalazást eleinte nem is nagyon tervezett az irányításba, mondván, hogy a gyors bunyó közben, a Tekken-féle játékokban sem használja azt senki.
A háromdimenziós megjelenítés ellenére a régi játékosok a megszokott gyors tempót kívánó stílusban szállhattak harcba, és a combo-rendszer is új, kevesebb gyakorlással is kivitelezhető lett. A program ütközésdetektáló rendszere ugyanolyan érzékeny maradt. A játéktér kitágulása mellett a másik leglényegesebb változás, hogy a harcosok fegyvereket kaptak. Minden szereplőnek megvan a maga billentyűkombinációja, amire vagy egy hatalmas szablyát, vagy jókora kalapácsot húzhat elő, azaz mindenkinek egyedi eszköze van. Mégsem borultak fel nagyon az erőviszonyok, hiszen elég egy pofon vagy ütés, és elejtjük.
- Mortal Kombat: Gold
- Mortal Kombat: Special Forces
- Mortal Kombat: Deadly Alliance
- Mortal Kombat: Deception
- Mortal Kombat: Shaolin Monks
- Mortal Kombat: Armageddon
- Mortal Kombat vs. DC Universe
- Mortal Kombat 9
- Mortal Kombat X
- Mortal Kombat XL
- Mortal Kombat 11

## Szereplői

### Az összes szereplő
Ashrah, Baraka, Bi-Han, Blaze, Bo' Rai Cho, Cassie Cage, Cetrion, Chameleon, Cyrax, 
D'Vorah, Daegon, Dairou, Darrius, Drahmin, Ermac, Erron Black, Ferra és Torr, 
Frost, Fujin, General Shao, Geras, Goro, Hanzo Hasashi, 
Havik, Hotaru, Hsu Hao, Jacqui Briggs, Jade, Jarek, Jax Briggs, Johnny Cage, Kabal, 
Kai, Kano, Kenshi, Khameleon, Kintaro, Kira, Kitana, Kobra, Kollector, Kotal Kahn, 
Kronika, Kuai Liang, Kung Jin, Kung Lao, Kurtis Stryker, Li Mei, Liu Kang, Mavado, 
Meat, Mileena, Mokap, Moloch, Motaro, Nightwolf, Nitara, Noob Saibot, 
Onaga, Quan Chi, Raiden, Rain, Reiko, Reptile, Sareena, Sektor, Shang Tsung, Shao Kahn, 
Sheeva, Shinnok, Shujinko, Sindel, Skarlet, Smoke, Sonya Blade, Sub-Zero, 
Takeda, Tanya, Taven, Tremor, Triborg

### Vendég szereplők
Batman, Superman, Catwoman, The Flash, Captain Marvel, Green Lantern, Wonder Woman, Lex Luthor, The Joker, Deathstroke, Darkseid, Kratos, Freddy Krueger, Predator, Jason Voorhees, Leatherface, Alien, The Terminator, Spawn, Robocop, Rambo

### Elvetett/híresztelt karakterek
Belokk, Pedro, Hornbuckle, Torch (hivatalosan Blaze-re átnevezve), Aquilluxborg Hydroxybot (röviden csak Aqua), Tremor, Nimbus Terrafaux
1. ↑  szimbióták
2. ↑  más néven Scorpion
3. ↑  Bi-Han, avagy Sub-Zero neve, lidércként történő feltámadása után
4. ↑  Boss, bonus karakter a Mortal Kombat 11-ben
5. ↑  több Sub-Zero van: Bi-Han, Kuai Liang, és Bi-Han nagyapja

## A Mortal Kombat világai
- Earthrealm (föld)
- Netherrealm (pokol)
- Chaosrealm (káosz világa)
- Outworld (külvilág)
- Orderrealm (rend világa)
- Edenia ("Éden kertje")

## Érdekességek
- A játék nevében található szándékos helyesírási hiba egy valódi elírásból született, melyet a fejlesztők úgy döntöttek, hogy megtartanak.
- Noob Saibot neve az alkotók, John Tobias és Ed Boon nevéből ered (Tobias Boon visszafelé olvasva). Ő valójában az MK1-es Sub-Zero (ld. a részt Sub-Zero-ról), Noob Saibotként legelőször a Mortal Kombat 2-ben jelenik meg.

## Adaptációk

### Mortal Kombat (film)
Az MK népszerűsége a harmadik részben ért el a tetőpontjára. Még Christopher Lambertet is sikerült rávenni, hogy játssza el az egyik központi figura, Raiden, a viharisten szerepét a játék alapján készülő 1995-ös akciófilmben.

### Mortal Kombat: The Journey Begins
Egy animációs film, ami 1995-ben készült.

### Mortal Kombat: Annihilation
A mozi második része 1997-ből, John R. Leonetti rendezésében.
Thaiföldön és Wales-ben forgatták 2 hónapon keresztül.

### Regény
- 1996-ban „Halálos küzdelem (Mortal Kombat)” címen regény is megjelent.

### Magyar vonatkozás - M.U.G.E.N
Mortal Kombat: Deadly Alliance Tournament Edition 2015 M.U.G.E.N
- Szilágyi Gábor programozó által fejlesztett ingyenes Mortal Kombat M.U.G.E.N játék, kategóriájában a legjobbnak bizonyult. [4] Több tízezren voltak kíváncsiak munkájára a különböző külföldi fórumokon.[5]

### Hivatalos website-ok
- Threshold Entertainment's Official Mortal Kombat Website (angolul)
- Midway Games Inc. (angolul)

### Más website-ok
- Mortal Kombat felújítás, érdekességek, képek stb. (magyarul)
- Mortal Kombat Online (angolul)
- GameSpot's History of Mortal Kombat Archiválva 2010. március 10-i dátummal a Wayback Machine-ben (angolul)
- The Realm of Mortal Kombat (angolul)